# Paškivci (okres Mukačevo)
Paškivci, česky Paškovce, ukrajinsky Пашківці nebo také Пашковець, maďarsky Hidegrét, jsou vesnice v obci Ščerbovec, ve ždenijevské územní komunitě. Leží v okrese Mukačevo Zakarpatské oblasti Ukrajiny. V roce 2025 zde žilo 153 obyvatel.

## Historie
První písemná zmínka o této vesnici pochází z roku 1649. Do uzavření Trianonské smlouvy byla ves součástí Uherska, poté (pod názvem Paškovce) byla součástí Československa. V roce 1921 zde stálo 14 domů a žilo zde 74 obyvatel, z toho 50 Rusínů, 13 Židů a 11 Němců. V letech 1930 až 1932 zde byl postaven chrám Narození Panny Marie. Od roku 1945 byla ves součástí Ukrajinské sovětské socialistické republiky, která byla součástí SSSR, a nakonec od roku 1991 je součástí samostatné Ukrajiny.